# مارك هالسي
مارك هالسي (بالإنجليزية: Mark Halsey)‏ هو لاعب كرة قدم وحكم كرة قدم بريطاني، ولد في 8 يوليو 1961 في ولوين جاردن سيتي في المملكة المتحدة. لعب مع نادي بارنت ونادي كامبريدج ستي.